# Consistório Ordinário Público de 2020
O Consistório Ordinário Público de 2020 ocorreu na Cidade do Vaticano em 28 de novembro de 2020 sob a presidência do Papa Francisco. Neste Consistório foram criados 13 novos cardeais, dos quais 9 eleitores e 4 eméritos.

## Enquadramento

### Consistório
O Consistório Ordinário Público de 2020 será o sétimo do pontificado do Papa Francisco. O Papa criará 13 novos cardeais, dos quais 9 eleitores e 4 eméritos (não eleitores).
Neste consistório estarão representados onze países, com 6 da Itália (3 eleitores e 3 emérito) e um, respectivamente, de Malta, Ruanda, Estados Unidos, Filipinas, Chile e Brunei (eleitores) e México (eméritos).
Para a sua celebração, por conta da Pandemia de COVID-19, dois dos elevados à púrpura não se farão presentes: Jose Fuerte Advincula e Cornelius Sim. A eles, o barrete vermelho, o anel cardinalício e a bula com o título serão entregues por representantes do Papa.

## Cardeais
Os prelados elevados ao cardinalado foram os seguintes:
| Nº                                | País               | Nome                             | Idade              | Cargo                                                                                    | Título ou Diaconia                                                     |
| Cardeais Eleitores                | Cardeais Eleitores | Cardeais Eleitores               | Cardeais Eleitores | Cardeais Eleitores                                                                       | Cardeais Eleitores                                                     |
| --------------------------------- | ------------------ | -------------------------------- | ------------------ | ---------------------------------------------------------------------------------------- | ---------------------------------------------------------------------- |
| 1                                 | Malta              | Mario Grech                      | 63                 | Secretário Geral do Sínodo dos Bispos                                                    | Cardeal-diácono de Santos Cosme e Damião                               |
| 2                                 | Itália             | Marcello Semeraro                | 72                 | Prefeito da Congregação para as Causas dos Santos                                        | Cardeal-diácono de Santa Maria em Domnica                              |
| 3                                 | Ruanda             | Antoine Kambanda                 | 62                 | Arcebispo de Kigali                                                                      | Cardeal-presbítero de São Sisto                                        |
| 4                                 | Estados Unidos     | Wilton Daniel Gregory            | 72                 | Arcebispo de Washington                                                                  | Cardeal-presbítero de Imaculada Conceição de Maria em Grotarossa       |
| 5                                 | Filipinas          | Jose Fuerte Advincula            | 68                 | Arcebispo de Capiz                                                                       | Cardeal-presbítero de São Vigilio                                      |
| 6                                 | Chile              | Celestino Aós Braco, O.F.M.Cap.  | 75                 | Arcebispo de Santiago do Chile                                                           | Cardeal-presbítero de Santos Nereu e Aquileu                           |
| 7                                 | Brunei             | Cornelius Sim †                  | 69                 | Vigário Apostólico de Brunei                                                             | Cardeal-presbítero de São Judas Tadeu Apóstolo                         |
| 8                                 | Itália             | Augusto Paolo Lojudice           | 56                 | Arcebispo de Siena-Colle Val d'Elsa-Montalcino                                           | Cardeal-presbítero de Santa Maria del Buon Consiglio                   |
| 9                                 | Itália             | Mauro Gambetti, O.F.M.Conv.      | 55                 | Guardião do Sagrado Convento de Assis                                                    | Cardeal-diácono de Santíssimo Nome de Maria no Foro Traiano            |
| Cardeais Eméritos (não eleitores) |                    |                                  |                    |                                                                                          |                                                                        |
| 10                                | México             | Felipe Arizmendi Esquivel        | 80                 | Bispo-emérito de San Cristobal de Las Casas                                              | Cardeal-presbítero de São Luís Maria Grignion de Montfort              |
| 11                                | Itália             | Silvano Maria Tomasi, C.S.       | 80                 | núncio apostólico na Observador Permanente da Santa Sé junto às Nações Unidas em Genebra | Cardeal-diácono de São Nicolau no Cárcere                              |
| 12                                | Itália             | Raniero Cantalamessa, O.F.M.Cap. | 86                 | Sacerdote e Pregador Apostólico                                                          | Cardeal-diácono de Santo Apolinário nas Termas Neronianas-Alexandrinas |
| 13                                | Itália             | Enrico Feroci                    | 80                 | Pároco do Santa Maria del Divino Amore a Castel di Leva                                  | Cardeal-diácono de Santa Maria del Divino Amore a Castel di Leva       |